# إتش أم أس أرك رويال (91)
إتش إم إس أرك رويال (91)، كانت حاملة طائرات تخدم في البحرية الملكية البريطانية، خلال الحرب العالمية الثانية.
تم تصميمها عام 1934 لتوافق القيود الواردة في معاهدة واشنطن البحرية، بنيت من قبل كامل لايرد في بيركن هارد، وانجزت في نوفمبر 1938، كان تصميمها مختلفا عن حاملات الطائرات السابقة، كانت سفينة أرك رويال أول سفينة فيها حظائر الطائرات ومدرج الإقلاع جزءا لا يتجزأ من سطح السفينة، عوضا عن إضافة أجزاء إضافية. صممت لحمل عدد كبير من الطائرات، وكان لديها مستويان من حظائر الطائرات. خدمت خلال فترة شهدت أول استخدام واسع للقوات الجوية البحرية. تم تطوير العديد من التكتيكات وصقلها على سطح السفينة.

## استشهادات
1. ↑  Luis de la Sierra (1979). La guerra naval en el Atlántico (1939-1945) (بالإسبانية). Editorial Juventud. p. 176. ISBN:978-84-261-5715-7. OL:4810394M. QID:Q28056811.
2. ↑  Luis de la Sierra (1979). La guerra naval en el Atlántico (1939-1945) (بالإسبانية). Editorial Juventud. p. 279. ISBN:978-84-261-5715-7. OL:4810394M. QID:Q28056811.